# 陶文

半坡陶符符號。根據歷史研究者于省吾解讀：五作×、七作＋、十作、二十作、示作Ｔ、矛作↑。

陶文或陶纹、陶符，為古中国人在陶器上刻画的文字或符号，较有名的如半坡陶符、丁公陶文、高邮陶文、良渚文字、朱书文字等。一般认为，陶文为文字前身，是从无文字向有文字发展的一个阶段，屬於尚未發展成熟的文字。
2006年時，有考古學者、古文學者指出，陶文可與甲骨文同爭中國及東亞最早漢字，陶文歷史在夏朝之前，為公元前2,500年，距今4,500年，比商朝中期的甲骨文（公元前1,300年，距今3,300年）早約1,200年。
陶文有两种：第一种是新石器时代陶器上的“原始文字”，虽然目前还不能确认这些文字具体是什么含义，但已具有一种“标记”和“表号”的性质，被认为是汉字的最早雏形；第二种是战国时代陶器上的文字，一般只有几个字，大多是印文，内容为人名、官名、地名、督造者名，吉祥语和年月等。
目前由于发现数量尚不夠多、暂时无法破译、比较零散等原因，目前未可断言其是否符合「文字定義」。

## 研究
至2012年，已公布的二里头文化陶文已不少于64种。除了二里头遗址外，周边具有地方邑落中心地位的遗址也有一定数量的二里头文化陶文发现，如位于二里头遗址南邻的高崖，西面洛阳皂角树、渑池郑窑、陕县西崖，东面郑州大师姑，南面方城八里桥等遗址。
二里头文化的陶文多见象形，亦见会意，存在文辞。蠡测具有属地、数量、日期、祭祀等寓意。二里头文化的陶文在分布地域（集中于伊洛河流域）、遗址规格（都邑所在）、聚落位置（宫城区、手工业区、居住区）等方面均显示出限制意义，陶文被规定为特定的人群（如贵族、具有特殊地位的神职人员和手工工匠等）专门使用，用于记录生产、生活、祭祀活动。

贾湖契刻符号
丁公陶文
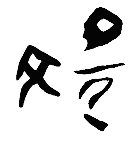
朱书文字

## 外部連結
- 最古漢字 陶文、甲骨文再爭鋒 （页面存档备份，存于）